# یواس‌اس کورونادو (ای‌جی‌اف-۱۱)
یواس‌اس کورونادو (ای‌جی‌اف-۱۱) (به انگلیسی: USS Coronado (AGF-11)) یک کشتی بود که طول آن ۱۶۷ متر (۵۴۸ فوت) waterline بود. این کشتی در سال ۱۹۶۶ ساخته شد.